# Козачанське лісництво
Козача́нське лісництво або Коза́цьке лісництво — структурний підрозділ Звенигородського лісового господарства Черкаського обласного управління лісового та мисливського господарства.
Офіс знаходиться в селі Козацьке Звенигородського району Черкаської області.

## Лісовий фонд
Лісництво охоплює ліси на сході Звенигородського та південному заході Городищенського районів. Загальна площа лісництва — 4062 га.
Сюди входять:
- урочище Козацький ліс, урочище Пономарево.

## Об'єкти природно-заповідного фонду
У віданні лісництва не перебувають об'єкти природно-заповідного фонду.